# Sacca San Biagio
Sacca San Biagio è un'isola della Laguna Veneta e, come le altre sacche (Sacca Sessola, Sacca Fisola, ecc.), è artificiale e di recente formazione. Fu realizzata infatti tra gli anni trenta e gli anni cinquanta del XX secolo, in seguito all'accumulo delle immondizie come discarica. Si trova subito ad ovest di Sacca Fisola ed è collegata a questa tramite un ponte.
Ha ospitato un inceneritore (attivo tra il 1973 e il 1985), motivo per cui in città era conosciuta anche col nome di Ìxoła de łe Scoasse (isola della spazzatura) e ora se ne sta progettando la bonifica. La proposta in corso di valutazione riguarda la creazione di un parco tematico che funziona come laboratorio multimediale e polo culturale per il recupero della storia e della cultura lagunare, finalizzato all'apprendimento e divertimento.

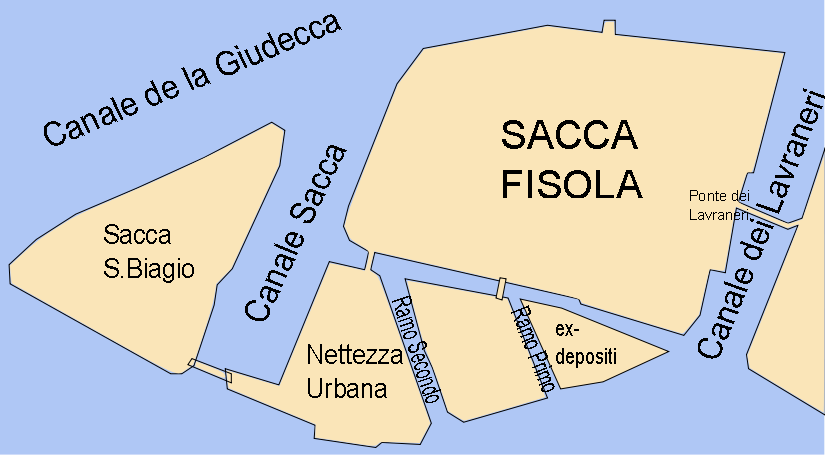
Mappa dell'isola

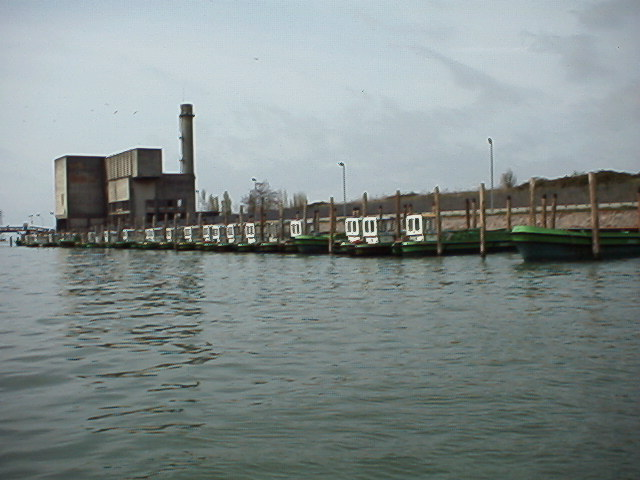
Immagine di Sacca San Biagio con i mezzi della nettezza urbana ormeggiati e l'inceneritore sullo sfondo (ora demolito).